# Toni Giger

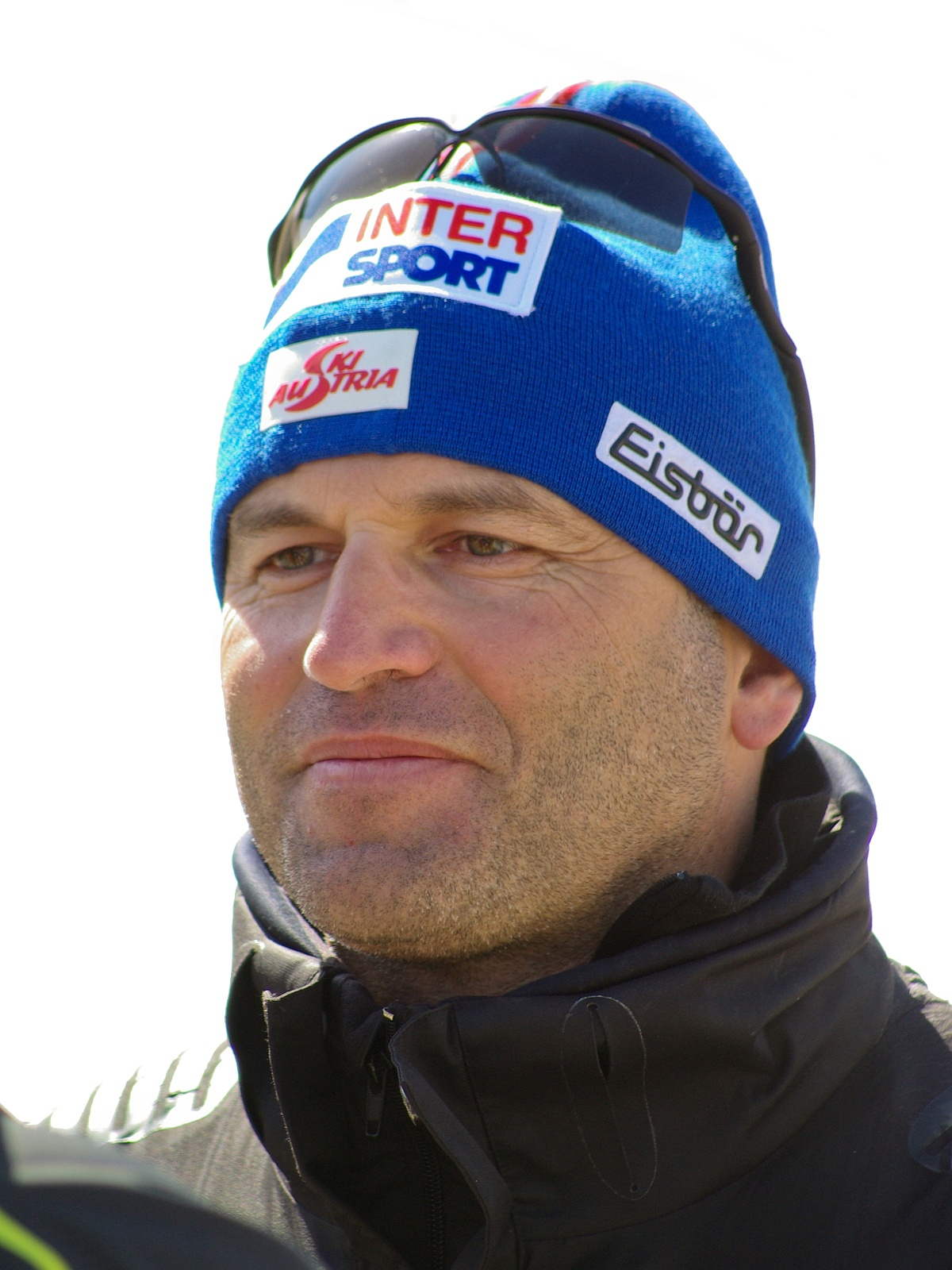
Toni Giger im März 2008

Anton „Toni“ Giger (* 15. März 1963 in Salzburg) ist ein österreichischer Alpinskitrainer und Manager. Er war von 1999 bis 2010 Rennsportleiter der Herrenmannschaft im Österreichischen Skiverband (ÖSV) sowie von 2010 bis 2022 Leiter der Abteilung für Entwicklung, Forschung und Innovation im ÖSV.
Giger studierte Leibeserziehung und Mathematik an der Universität Salzburg, wo er 1991 das Studium mit einer Diplomarbeit abschloss. Als Student war er selbst aktiver Skiläufer und Leichtathlet. Seine Trainertätigkeit im ÖSV begann Giger im Jahr 1989 als Konditionstrainer der Europacup-Abfahrtsmannschaft unter dem damaligen Herren-Rennsportleiter Hans Pum. Zuvor war er Testleiter in den Bereichen Ski, Schuhe und Bekleidung gewesen. 1992 wurde er Gruppentrainer der Europacup-Herren. Im Jahr 1995 wurde Giger Trainer der Weltcupgruppe III und ab 1996 Trainer der neu geschaffenen Weltcupgruppe Riesenslalom/Super-G der Herren. Er war maßgeblich an den großen Erfolgen der österreichischen Skirennläufer um die Jahrtausendwende beteiligt.
Im Jahr 1999 trat Giger die Nachfolge Werner Margreiters als Herren-Rennsportleiter an. In seiner Zeit als Cheftrainer gewannen die alpinen Skiherren sechsmal den Gesamtweltcup und 26-mal einen Disziplinenweltcup. Hinzu kommen neun Goldmedaillen bei den Weltmeisterschaften von 2001 bis 2009 und jeweils zwei Goldmedaillen bei den Olympischen Winterspielen 2002 und 2006, womit Giger zum erfolgreichsten alpinen Cheftrainer des ÖSV wurde. Bei den Olympischen Winterspielen 2010 blieben Österreichs Skiherren allerdings erstmals in der Geschichte ohne Medaille.
Gigers Trainertätigkeit endete nach der Saison 2009/10. Am 22. März 2010 wurde Mathias Berthold, der zuvor Cheftrainer der deutschen Skidamen gewesen war, von ÖSV-Präsident Peter Schröcksnadel und Alpin-Direktor Hans Pum als neuer Herren-Rennsportleiter vorgestellt.
Der Schweizer Skiverband Swiss Ski wollte Giger als alpinen Herren-Cheftrainer verpflichten, doch der Österreicher entschied sich im Januar 2011 gegen einen Wechsel in die Schweiz.
Im Juni 2010 wurde Giger als Leiter der im ÖSV neu geschaffenen Abteilung für Entwicklung, Forschung und Innovation präsentiert.
In dieser Funktion schuf Giger das Kompetenzzentrum Ski Austria Technology, welches 2016 insgesamt 74 Mitarbeiter beschäftigte. Unter der Leitung von Toni Giger entwickelt das Kompetenzzentrum in Dutzenden gleichlaufenden Projekten technische Innovationen für die Athleten. Als Reaktion auf Hans Gruggers Sturz auf der Kitzbühler Streif, bei dem sich der Rennläufer ein schweres Schädel-Hirn-Trauma zuzog, wurde die Verbesserung der Helmsicherheit in Angriff genommen und eine um dreißig Prozent bessere Dämpfung ausgeforscht, die von der FIS zur neuen Sicherheitsnorm erklärt wurde. Weitere von Toni Giger vorangetriebene Projekte beschäftigen sich mit sichereren Kippstangen für die alpinen Disziplinen sowie neuen Sprungschuhen für die Skisprungbewerbe. In mehrjähriger Entwicklungsarbeit entstand unter Gigers Leitung ein linearer Tribometer, der den Reibungswiderstand bei unterschiedlichen Schneebeschaffenheiten misst.
ÖSV-Präsident Peter Schröcksnadel bezeichnete die Arbeit von Toni Giger mit dem Kompetenzzentrum als Wettbewerbsvorteil für die ÖSV-Athleten.
Bei den Olympischen Winterspielen 2014 sorgte Giger beim Skisprung-Bewerb der Herren auf der Normalschanze für einen Eklat, als er sich entgegen dem Reglement in der Nähe des Startbalkens aufhielt und dabei Springer fotografierte. Giger rechtfertigte die in mehreren Medien als Spionage bezeichnete Aktion damit, dass er lediglich als Privatperson Bilder von zwei Springern gemacht habe, dabei aber nicht der Einzige gewesen sei und er außerdem niemanden behindert habe.
Nach Meinung des österreichischen Cheftrainers Alexander Pointner hielt sich Giger unabsichtlich in der Zone auf und der Schweizer Cheftrainer Martin Künzle sagte, er glaube nicht, dass sich Giger dadurch einen Vorteil verschaffen konnte.
Ende April 2019 wurde bekanntgegeben, dass Giger Sportdirektor wird. Er wird dadurch Nachfolger des zurückgetretenen Hans Pum.
Der achtmalige Gesamtweltcup-Sieger Marcel Hirscher hob die Bedeutung des Kompetenzzentrums für seine Erfolge hervor und bezeichnete Toni Giger als Wegbegleiter der ersten Stunde.
Nach 33 Jahren im ÖSV gab Giger am 14. April 2022 seinen Rücktritt bekannt, um sich neuen Aufgaben zu widmen.
Am 2. Mai 2022 wurde bekannt, dass er zukünftig als Manager für "Global Sports" bei Red Bull tätig sein und insbesondere Projekte rund um Marcel Hirscher betreuen wird.